# فیلیس آوری
فیلیس آوری (انگلیسی: Phyllis Avery؛ ۱۴ نوامبر ۱۹۲۲ – ۱۹ مهٔ ۲۰۱۱) یک هنرپیشه اهل ایالات متحده آمریکا بود.

## گزیده فیلمشناسی
از فیلم‌ها یا برنامه‌های تلویزیونی که وی در آن نقش داشته‌است می‌توان به آثار زیر اشاره کرد.
- ملکه برای یک روز (فیلم) (۱۹۵۱)
- فرشتگان چارلی (مجموعه تلویزیونی) (هنرپیشه میهمان)